# Tjornomorsk

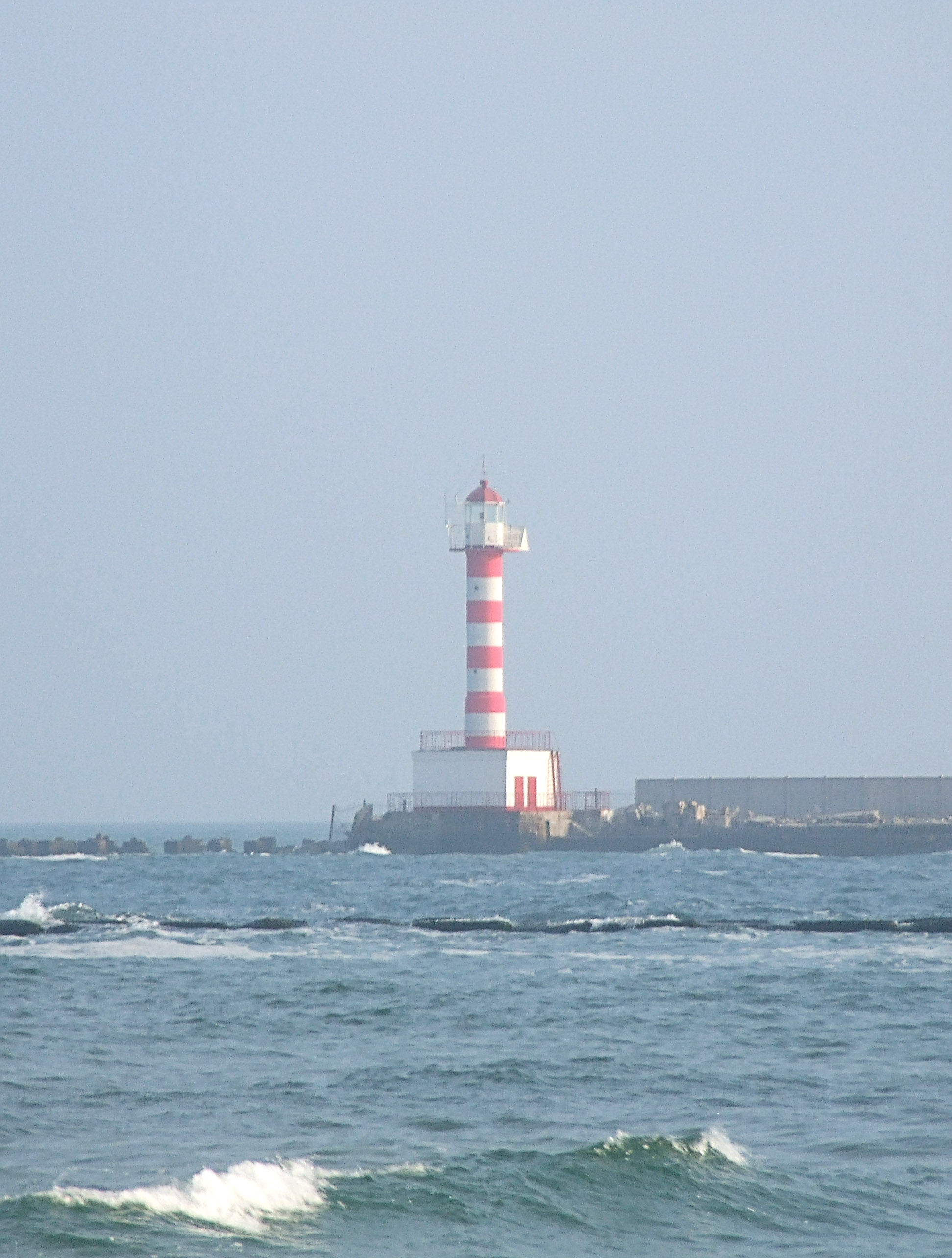
Fyren vid Tjornomorsk.

Tjornomorsk (ukrainska: Чорноморськ uttal (fil)) tidigare Illitjivsk, är en stad i Odessa oblast i sydvästra Ukraina. Staden ligger vid svartahavskusten, och folkmängden uppgick till 59 465 invånare i början av 2012.
Stadens namn var tidigare "Illitjivsk" – döpt efter Vladimir Illitj Lenin